# François Turcot
François Turcot, né en 1977, est un poète, un écrivain et un enseignant québécois. Il est lauréat du Prix Émile-Nelligan de 2009 pour son recueil de poésie Cette maison n'est pas la mienne.

## Biographie
Né en 1977, François Turcot habite à Montréal,. Il est détenteur d'une maîtrise en études littéraires de l'Université du Québec à Montréal, obtenue en 2007. Son mémoire portait sur l'espace visuel, mélancolique et historique dans Les anneaux de Saturne de W. G. Sebald.
Son premier recueil de poésie, miniatures en pays perdu, paraît aux éditions La Peuplade en 2006. En 2009, il est le lauréat du Prix Émile-Nelligan pour son recueil de poésie Cette maison n'est pas la mienne.
Ses poèmes, traduits en anglais, en allemand et en polonais, le font voyager en Pologne, en 2011, où il donne plusieurs conférences sur la poésie et l'édition au Québec. Il est considéré comme un incontournable de sa génération et sa poésie est publiée dans de nombreuses revues, dont New American Writing, Estuaire, Exit, Le livre de chevet, Lyrikline, Aufgabe, Journal of poetry, Action, Yes, dandelion, Riveneuve Continents, Les Écrits, Cahiers littéraires Contre-jour et C'est selon.
Il participe à des lectures poétiques, des tables rondes et plusieurs conférences, notamment à l'Université de Montréal. Il participe également à des résidences d'écriture, dont une, en 2012, à la Biennale de sculpture de Saint-Jean-Port-Joli, en association avec le Musée de la mémoire vivante, une en 2017 à la Maison de la poésie d'Amay, en Belgique, et une en 2020-2021, à la Maison de l’architecture des Pays de la Loire en partenariat avec la Maison de l’architecture du Québec. Cette dernière résidence a mené à la publication d'un livre illustré par Tangui Robert sur la mise en récit de l'espace portuaire, Souvenirs d'un port qui n'existe pas.
Son œuvre Le livre blond, finaliste au Prix Alain-Grandbois en 2016, explore les thèmes de l'enfance et de la mémoire,. L'absence, la disparition et la fragmentation sont des thèmes récurrents de ses recueils,. En 2020, il publie son premier album jeunesse, Derrière le frigo, illustré par Christophe Jacques.
Il enseigne la littérature au Collège Montmorency et a été chargé de cours à l'Université du Québec à Montréal.

## Œuvres

### Poésie
- miniatures en pays perdu, Chicoutimi, La Peuplade, 2006, 90 p.  (ISBN 2-923530-01-2).
- Derrière les forêts, illustrations de Caroline Loncol Daigneault, Chicoutimi, La Peuplade, 2008, 70 p.  (ISBN 978-2-923530-06-2).
- Cette maison n'est pas la mienne, Chicoutimi, La Peuplade, 2009, 93 p.  (ISBN 978-2-923530-12-3).
- Mon dinosaure, Chicoutimi, La Peuplade, 2013, 169 p.  (ISBN 9782923530536).
  - My Dinosaur, traduction par Erín Moure, Toronto, Book Thug, 2016, 157 p.  (ISBN 9781771662307).
- Le livre blond, Chicoutimi/Bruxelles, La Peuplade/Le Cormier, 2016, 57 p.  (ISBN 9782875980090).
- Souvenirs liquides, Chicoutimi, La Peuplade, 2019, 80 p.  (ISBN 9782924898376).
- Les pas fantômes, Chicoutimi, La Peuplade, 2024, 112 p.  (ISBN 9782925416180).

### Littérature jeunesse
- Derrière le frigo, illustrations de Christophe Jacques, Montréal, La Pastèque, 2020.  (ISBN 9782897770877 et 2897770872).

### Fiction
- Souvenirs d'un port qui n'existe pas, illustré par Tangui Robert, Nantes/Montréal, Sur la Crête et Maison de l'architecture des pays de la Loire/Maison d'architecture du Québec, 2021.

### Prix et honneurs
- 2008 : finaliste au Prix Émile-Nelligan pour Derrière les forêts[7]
- 2009 : lauréat du Prix Émile-Nelligan pour Cette maison n'est pas la mienne[7]
- 2014 : finaliste au Prix du Festival de poésie de Montréal pour Mon dinosaure[7],[14]
- 2016 : finaliste au Prix Alain-Grandbois pour Le livre blond[14]
- 2020 : liste préliminaire du Prix des libraires du Québec pour Souvenirs liquides[15]